# Дизо
Дѝзо (на италиански: Diso, на местен диалект Disu, Дизу) е малко градче и община в Южна Италия, провинция Лече, регион Пулия. Разположено е на 100 m надморска височина. Населението на общината е 3085 души (към 2012 г.).